# Nive Nielsenová
Nive Nielsenová (* 1979 Nuuk) je grónská zpěvačka, hudební skladatelka a herečka.

## Hudba
Hudbě se začala věnovat při studiu politologie na University of Ottawa. Její debutové vystoupení pro královnu Markétu II. bylo vysíláno v dánské televizi, spolupracovala také s americkým skladatelem a producentem Howe Gelbem. Vystupuje jako sólová písničkářka nebo se skupinou Nive and the Deer Children, při zpěvu se doprovází na ukulele. Její hudební styl je ovlivněn folkem, jazzem, rockem, country i inuitským folklórem. Vydala dvě alba: Nive Sings! (2009) a Feet First (2015). Je nositelkou ceny Kronprinspaarets Priser pro nadějné dánské a grónské umělce.

## Herectví
Hrála menší roli ve filmu Nový svět (2005) a v televizním seriálu The Terror (2018) ztvárnila postavu domorodé šamanky Lady Silence.